# Lesní Albrechtice
Lesní Albrechtice (německy Olbersdorf) je vesnice, část městyse Březová v okrese Opava. Nachází se asi 1,5 km na sever od Březové. Prochází zde silnice I/57 a silnice II/462. V roce 2009 zde bylo evidováno 80 adres. V roce 2015 zde trvale žilo 287 obyvatel.
Lesní Albrechtice je také název katastrálního území o rozloze 19,75 km².

## Pamětihodnosti
- Národní přírodní rezervace Kaluža
- Přírodní rezervace Valach